# Andorra nos Jogos Olímpicos de Inverno de 1984
Andorra competiu nos Jogos Olímpicos de Inverno de 1984 em Sarajevo, Iugoslávia.